# The 06 Female
 (août 2021).
La mise en forme du texte ne suit pas les recommandations de Wikipédia : il faut le « wikifier ».
Les points d'amélioration suivants sont les cas les plus fréquents. Le détail des points à revoir est peut-être précisé sur la page de discussion.
- Les titres sont pré-formatés par le logiciel. Ils ne sont ni en capitales, ni en gras.
- Le texte ne doit pas être écrit en capitales (les noms de famille non plus), ni en gras, ni en italique, ni en « petit »…
- Le gras n'est utilisé que pour surligner le titre de l'article dans l'introduction, une seule fois.
- L'italique est rarement utilisé : mots en langue étrangère, titres d'œuvres, noms de bateaux, etc.
- Les citations ne sont pas en italique mais en corps de texte normal. Elles sont entourées par des guillemets français : « et ».
- Les listes à puces sont à éviter, des paragraphes rédigés étant largement préférés. Les tableaux sont à réserver à la présentation de données structurées (résultats, etc.).
- Les appels de note de bas de page (petits chiffres en exposant, introduits par l'outil «  Source ») sont à placer entre la fin de phrase et le point final[comme ça].
- Les liens internes (vers d'autres articles de Wikipédia) sont à choisir avec parcimonie. Créez des liens vers des articles approfondissant le sujet. Les termes génériques sans rapport avec le sujet sont à éviter, ainsi que les répétitions de liens vers un même terme.
- Les liens externes sont à placer uniquement dans une section « Liens externes », à la fin de l'article. Ces liens sont à choisir avec parcimonie suivant les règles définies. Si un lien sert de source à l'article, son insertion dans le texte est à faire par les notes de bas de page.
- La présentation des références doit suivre les conventions bibliographiques. Il est recommandé d'utiliser les modèles {{Ouvrage}}, {{Chapitre}}, {{Article}}, {{Lien web}} et/ou {{Bibliographie}}. Le mode d'édition visuel peut mettre en forme automatiquement les références.
- Insérer une infobox (cadre d'informations à droite) n'est pas obligatoire pour parachever la mise en page.

Pour une aide détaillée, merci de consulter Aide:Wikification.
Si vous pensez que ces points ont été résolus, vous pouvez retirer ce bandeau et améliorer la mise en forme d'un autre article.
The 06 Female était une louve (loup gris) du parc national de Yellowstone, aussi connue par son identifiant de recherche 832F. Ce surnom lui a été donné par les chercheurs et les visiteurs réguliers du parc s'intéressant aux loups et renvoie à l'année de naissance de cette louve, 2006,.
La mort de cette louve, tuée légalement par balle durant la période de chasse de l'État du Wyoming de 2012 - 2013, et ce après qu'elle avait quitté le parc national, où la chasse est interdite, a avivé les débats sur la chasse et la protection des loups dans les États du Wyoming, du Montana et de l'Idaho.
Le livre best-seller intitulé American Wolf en anglais, qu'on peut traduire en français par « Loup américain » ou « Loup d'Amérique », se concentre sur la vie de cette louve et sur les politiques de conservation dans la région de Yellowstone.

## Vie
La louve 832F fut pendant plusieurs années, de 2010 à 2012, la femelle dominante de la meute nommée Lamar Canyon dans le Parc National de Yellowstone. 
Elle est née en 2006, dans la meute nommée Agate Creek au sein de laquelle son père, le loup n˚113M (né dans la meute de Chief Joseph en 1997), et sa mère, la louve n˚472F (née dans la meute de Druid Peak en 2000), étaient la paire dominante de la meute,.
La louve 832F fait partie de la quatrième génération de loups nés dans le parc national de Yellowstone après la première réintroduction de l'espèce dans le parc en 1995.
Après avoir quitté sa meute natale, elle établit la meute de Lamar Canyon à l'âge de 3 ans et 10 mois en 2010. Le territoire de la meute dans la vallée de Lamar (nommée d'après Lucius Lamar) était facilement accessible autant pour les chercheurs que les touristes et les habitués de Yellowstone. La facilité d'accès au territoire de la meute a aussi permis aux chercheurs de documenter en profondeur les activités et les comportements de la meute dirigée par 832F. Cette louve, étant la femelle dominante de la meute, a été un des loups les plus visibles et photographiés du parc. Elle fut même décrite comme une rock-star,.
Après plusieurs années à la tête de la meute de Lamar Canyon, « The 06 Female » a été capturée et équipée d'un collier émetteur, et reçut le code de recherche de louve n˚832.
Elle donna naissance à trois portées de louveteaux avec son partenaire, le loup n˚ 755, avant que la meute de Lamar Canyon ne soit contrainte de se déplacer, repoussée par une autre meute en pleine expansion territoriale. 
Parcourant un nouveau territoire, les individus survivants de la meute, dont la louve n˚ 832, quittèrent le parc national, où la chasse est interdite, et la meute arriva sur un terrain privé à l'est du parc, près de Crandall, dans le Wyoming. Or, ce déplacement eut lieu au cours de la saison de chasse de 2012.  Le 6 décembre 2012, un chasseur abattit légalement la louve n˚ 832. Le quota annuel de chasse dans la zone était de huit loups et elle fut le huitième et dernier loup tué au cours de l'année.

## Médias et postérité
La mort de la louve « 06 » ou n˚832, a immédiatement été rapportée dans le New York Times, ce qui a donné lieu à une grande couverture médiatique sur sa vie et sur les politiques vis-à-vis de la chasse près du parc national de Yellowstone,,,. Après la publication du livre "best-seller" American Wolf  de Nate Blakeslee en 2017, qui se concentre sur la vie de la louve « 06 », celle-ci reçut une nouvelle couverture médiatique et fut le sujet d'un documentaire de National Geographic.
À la suite de la mort de sa fille, la louve n˚926, tuée de façon similaire dans l'État du Montana en 2018, "06" reçut de nouveau une attention médiatique,.